# ルキウス・オクタウィウス
ルキウス・オクタウィウス（ラテン語: GLucius Octavius、 - 紀元前74年）は紀元前1世紀初期の共和政ローマの政治家。紀元前75年に執政官（コンスル）を務めた。

## 出自
ルキウス・オクタウィウスが属するプレブス（平民）のオクタウィウス氏族は、紀元前230年にグナエウス・オクタウィウス・ルフスが財務官（クァエストル）に就任したことで歴史に登場する。ルフスには二人の息子がいたことが分かっている。次男ガイウスの子孫は騎士階級に留まったが、ガイウスの玄孫がローマ帝国初代皇帝アウグストゥス（出生時の名前はガイウス・オクタウィウス・トゥリヌス）である。ルフスの長男のグナエウスは紀元前205年に法務官（プラエトル）に就任している。その子グナエウスは紀元前165年に氏族として初めて執政官に就任した。さらにその子グナエウスは紀元前128年、孫グナエウスは紀元前87年と、3代に渡って執政官を出している。
カピトリヌスのファスティによると、本記事のオクタウィウスの父も祖父もプラエノーメン（第一名、個人名）はグナエウスである。本記事のオクタウィウスは紀元前87年の執政官グナエウスの子とする説と、弟とする説がある。
紀元前76年の執政官グナエウス・オクタウィウスは従兄弟と思われる。 この家系は代々コグノーメン（第三名、家族名）を名乗っていない。

## 経歴
あるラテン語碑文に、ウンブリアのヌルシアとスポレンティウムを結ぶ道路建設の監督を、元老院の代理としてクァエストル（財務官）ルキウス・オクタウィスス（グナエウスの子）ちガイウス・ポンポニウス（ガイウスの子）が行ったと記されている。このルキウスは本記事のオクタウィウスと思われる。
執政官就任年と、当時のコルネリウス法でプラエトル（法務官）から執政官就任までに3年以上の期間が求められていることから、オクタウィウスは遅くとも紀元前78年までには法務官に就任したはずである。紀元前75年に執政官に就任。おそらく選挙では、従兄弟で前年の執政官グナエウスの支援があったのだろう。同僚は同じくプレブスのガイウス・アウレリウス・コッタであった。就任当時のローマの政治的、経済的状況は非常に厳しいものであった。
ヒスパニアでは反乱を起こしていたマリウス派の将軍クィントゥス・セルトリウスに政府軍が敗北し、国庫は空になり、ローマは飢饉の危機に瀕していた。パンの不足のために不安が広がり、ある日、両執政官も群衆から逃げて、フォルムから遠くない場所にあったオクタウィウスの家に隠れなければならなかった。問題を解決するために、オクタウィウスとコッタは、シキリア属州や他の属州からの穀物の緊急輸入を行った。
執政官任期が完了すると、オクタウィウスはプロコンスル（前執政官）権限でキリキア属州の総督となった。しかし、紀元前74年の初頭に死亡し、ルキウス・リキニウス・ルクッルスが後任となった。

## 参考資料

### 古代の資料
- カピトリヌスのファスティ
- ガイウス・サッルスティウス・クリスプス『歴史』

### 研究書
- Broughton R. Magistrates of the Roman Republic. - N. Y. , 1952. - Vol. II. - 558 p.
- Münzer F. Octavius // Paulys Realencyclopädie der classischen Altertumswissenschaft . - 1937. - Bd. XVII, 2. - S. 1801-1803.
- Münzer F. Octavius 16 // Paulys Realencyclopädie der classischen Altertumswissenschaft . - 1937. - Bd. XVII, 2. - S. 1808-1810.
- Münzer F. Octavius 26 // Paulys Realencyclopädie der classischen Altertumswissenschaft . - 1937. - Bd. XVII, 2.- S. 1819.
- Münzer F. Octavius 79 // Paulys Realencyclopädie der classischen Altertumswissenschaft . - 1937. - Bd. XVII, 2. - S. 1853-1854.
- Sumner G. Orators in Cicero's Brutus: prosopography and chronology. - Toronto: University of Toronto Press, 1973 .-- 197 p. - ISBN 9780802052810 .